# Алисън Пиърсън
Алисън Пиърсън (на английски: Allison Pearson) е уелска журналистка и писателка (авторка на бестселъри в жанра чиклит).

## Биография и творчество
Алисън Пиърсън, с рождено име Джудит Алисън Лобът, е родена на 22 юли 1960 г. в Кармартън, Кармартъншър, Уелс. Отраства в Бъри Порт. Завършва Английска филология в Клер колидж на Кеймбриджкия университет. След дипломирането си работи като учителка.
През 1988 г. се омъжва за Саймън Пиърсън, колега журналист. Развеждат се по-късно. Омъжва се Антъни Лейн, писател и филмов критик. Имат дъщеря Айви (1996) и син Томас (1999).
Започва кариерата си на журналист като помощник редактор във „Файненшъл Таймс“, после се мести в „Индипендънт“ и през 1992 в „Индипендънт от Съндей“. Пише като колумнист в „Ивнинг Стандард“, „Дейли Телеграф“ и „Дейли Мейл“. През 2015 г. е колумнист и главен интервюиращ в „Дейли Телеграф“. Участва и като радиоводещ и телевизионен водещ в Би Би Си. През 1993 г. получава награда за критик и интервюиращ на годината.
През 2002 г. е издаден първият ѝ хумористичен роман „Скъпа, няма не мога“. Главната героиня Кейт Реди е амбициозна жена в трийсетте, която се стреми да израсне и успее в кариерата, докато се бори да балансира усилията си с изискванията на майчинството. Книгата става бестселър и е удостоен през 2003 г. с Британската литературна награда за дебют. През 2011 г. романът е екранизиран в едноименния филм с участието на Сара Джесика Паркър, Пиърс Броснан и Келси Грамър.
През 2010 г. е публикувано продължението „Мисля, че те обичам“.
През 2015 г. е обявена в несъстоятелност от „HM Revenue & Customs“ за неплатени данъци.
Алисън Пиърсън живее със семейството си в Кеймбридж.

## Произведения

### Самостоятелни романи
- I Don't Know How She Does It (2002)
Скъпа, няма не мога, изд.: ИК „Бард“, София (2004), прев. Станка Божилчева
Скъпа, няма не мога, изд.: Интенс, София (2011), прев. Станка Божилчева
- I Think I Love You (2010)
Мисля, че те обичам, изд.: Арт Етърнал Дистрибушън, София (2015), прев. Евелина Пенева

### Екранизации
- 2011 Скъпа, няма не мога (I Don't Know How She Does It)